# Cornelis Vreeswijk & Jazz Incorporated
Cornelis Vreeswijk & Jazz Incorporated är ett album av Cornelis Vreeswijk inspelat live på en konsert i Bergen i Norge den 23 maj 1979 och utgiven på LP samma år. Som medmusikanter på konserten fanns delar av Sveriges dåvarande jazzelit: Bertil Lövgren, Nisse Sandström, Krister Andersson, Egil Johansen, Lars Sjösten och Sture Nordin. Gruppen kallade sig för Jazz Incorporated.
Jazz Incorporated släppte år 1982 ett album utan Cornelis Vreeswijks medverkan och var således en instrumental liveinspelning från Restaurang Munken i Växjö 1981.

## Låtlista

### Sida A
1. Blues för Inga-Maj (Cornelis Vreeswijk/Björn J:son Lindh) – 4:20
2. Rosenblad (Georg Riedel/Cornelis Vreeswijk) – 5:38
3. Visa vid Nybroviken (Cornelis Vreeswijk) – 3:46
4. Ångbåtsblues (Cornelis Vreeswijk) – 3:35
5. Ett gammalt bergtroll (Tommy Borgudd/Jojje Wadenius/Bo Häggström/Gustaf Fröding) – 4:40
6. Halvböj blues (Waldemar Hajer/Cornelis Vreeswijk) – 2:40
7. Round About Midnight (Thelonious Monk/Cornelis Vreeswijk) – 3:47

### Sida B
1. Balladen om den beväpnade tiggaren (Cornelis Vreeswijk) – 13:24
2. Cheryl (Charlie Parker/Cornelis Vreeswijk) – 7:35
3. Indiana (James F. Hanley) – 1:25
4. Donna Lee (Charlie Parker/Cornelis Vreeswijk) – 7:50

## Medverkande musiker
- Cornelis Vreeswijk – sång, gitarr
- Krister Andersson – tenorsax
- Nisse Sandström – tenorsax
- Bertil Lövgren – trumpet
- Lars Sjösten – piano
- Sture Nordin – bas
- Egil Johansen – trummor